# 11 décembre dans les chemins de fer
11 novembre 11 janvier
Chronologies thématiques
- Croisades
- Sports
- Disney

Cette page concerne les événements qui se sont déroulés un 11 décembre dans les chemins de fer.

## Événements

### XIXesiècle
- 1898.  France :   ouverture de Ossès à Saint-Jean-Pied-de-Port, dernière section de la ligne de Bayonne à Saint-Jean-Pied-de-Port par la Compagnie des chemins de fer du Midi et du Canal latéral à la Garonne[1].

### XXesiècle
- 1970. France : inauguration de l'électrification en 25 kV-50 Hz monophasé de la ligne Ermont - Valmondois.

- 1992. France : mise en service du prolongement de la ligne D du métro de Lyon entre Grange Blanche et Gare de Vénissieux.

### XXIesiècle
- 2011. France : Ouverture du 1er tronçon de la LGV Rhin-Rhône